# Theodorus Bailey
Theodorus Bailey (Fishkill, 1758. október 12. – New York, 1828. szeptember 6.) az Amerikai Egyesült Államok szenátora (New York, 1803–1804).